# Anglikánská církev v Severní Americe
Anglikánská církev v Severní Americe (Anglican Church in North America) je anglikánská denominace působící především ve Spojených státech amerických a v Kanadě, ale s několika málo sbory také v Mexiku, Guatemale a na Kubě. Ustavující shromáždění měla 22. července 2009, kdy byl jejím prvním arcibiskupem zvolen Robert Duncan, který byl předtím v září 2008 vyloučen z Episkopální církve Spojených států amerických a následně v prosinci 2008 ohlásil záměr založit novou anglikánskou denominaci. Kromě některých věřících z jeho původní církve se k němu připojili i věřící z Kanadské anglikánské církve. Na rozdíl od církví, z nichž se odštěpila, není Anglikánská církev v Severní Americe součástí Anglikánského svazu církví, ale je součástí Společenství anglikánských církví globálního jihu. Z věroučných proudů má blízko k anglokatolictví, charismatismu a evangelikalismu. Hlavní sídlo má v obci Ambridge v Pensylvánii.